# Stephan Bouwman
Stephan Bouwman (Den Haag, 5 juli 1990) is een Nederlands radio-dj en zanger.

## Carrière
Bouwman begon in maart 2011 met radiomaken bij Omroep SALTO. Verder presenteerde hij programma's op Lichtsnel Radio, Megastad FM, Sublime FM, PingFM en OPEN Rotterdam.
Sinds februari 2015 werkt hij bij Qmusic, waar hij terecht kwam via de interne radio-opleiding Q-college. Hierdoor kreeg hij een avondprogramma in het weekend op deze zender. Van januari 2017 t/m halverwege 2018 presenteerde hij iedere werkdag van 16.00 tot 19.00 uur de middagshow. In oktober 2018 verhuisde hij terug naar het weekend en was Stephan te beluisteren van 12.00 tot 15.00 uur. 
Door de komst van Tom & Bram naar de zender is Stephan sinds juni 2019 van 15.00 tot 18.00 in het weekend op de radio, met op de zaterdag een herhaling van de Top 40. Ook maakt hij radio op vrijdagavond van 21.00 tot 00.00 uur.
In 2016 deed Bouwman mee aan The voice of Holland waarbij hij werd gecoacht door Waylon.